# Laphria chrysorhiza
Laphria chrysorhiza är en tvåvingeart som beskrevs av Hermann 1914. Laphria chrysorhiza ingår i släktet Laphria och familjen rovflugor. Inga underarter finns listade i Catalogue of Life.